# Romania
|  | Aquest article tracta sobre un país d'Europa. Si cerqueu la civilització romana, vegeu «Antiga Roma». |

Romania (escrit România en romanès, AFI romɨˈni.a  escolteu (?·pàg.) és un estat del sud-est de l'Europa central. Fa frontera amb Ucraïna al nord i al nord-est, amb la República de Moldàvia a l'est, amb Bulgària al sud, amb Sèrbia al sud-oest i amb Hongria a l'oest. A llevant, és banyat per la mar Negra. Des de l'1 de gener de 2007 forma part de la Unió Europea, on va entrar juntament amb Bulgària.
Culturalment, Romania és un illot de llatinitat dins d'un oceà eslau. El seu nom ja fa referència a Roma, o bé a la Romània, nom que es donava a la part oriental de l'Imperi Romà i, en època tardana, al mateix imperi en general. Amb un terme similar, Romània, es fa referència a l'àrea d'Europa on es parlen les llengües romàniques.

## Història

### Dàcia
El territori de l'actual Dàcia ja estava habitat l'any 200 aC pel poble dels dacis, que formaven part de la tribu dels tracis. Aquest poble va evolucionar en diverses formes d'organització. Sota la direcció del cabdill Burebista (70-44 aC), els dacis s'organitzaren en un estat centralitzat que amenaçava els interessos que el creixent Imperi Romà tenia a la zona. L'any 44 aC, Juli Cèsar va planificar un seguit de campanyes contra els dacis, campanyes que mai no va poder dur a terme. El líder dels dacis, Burebista, com succeí amb l'emperador romà, va morir assassinat i les tribus dàcies es van dividir. Aquesta divisió perdurà fins a l'any 95 dC, en què sota la direcció de Decèbal el poble daci van tornar a ser un potent enemic dels romans. Per aquest motiu, l'emperador Trajà va començar tot un seguit de campanyes contra els dacis i els seus aliats, els getes, que es coneixen actualment com les guerres dàcies (101-102 i 105-106). L'emperador Trajà, per commemorar la seva victòria sobre els dacis, va manar construir la famosa columna de Trajà, que es troba al fòrum d'aquest emperador a Roma.
Amb la invasió romana es va constituir la província romana de Dàcia, mentre que a les muntanyes i la part nord de l'actual Romania es trobava el territori de la Dàcia lliure. Tot i això, el poble daci, tant el que es trobava en territori romà com el que es trobava més al nord, va sofrir una profunda romanització en tots els sentits.
L'any 271, l'emperador Lluci Domici Aurelià va donar l'ordre a les legions romanes d'evacuar la Dàcia que es trobava més enllà del riu Danubi, ja que per la seva orografia era un territori bastant difícil de defensar. Malgrat això, es van mantenir les característiques romanes dels dacis. Al segle v, aquests començaren a patir les invasions dels pobles germànics que en el seu pas cap a les fronteres de l'Imperi Romà s'instal·laven a les planícies danubianes. Així, varen passar els visigots i els huns pel territori de la Dàcia, mentre s'anava avançant cap a la lenta transformació que patiria la Dàcia al llarg de l'edat mitjana.

### Els principats romanesos medievals
Les invasions del segle v fins al segle xiii configuraren un tapís multicultural molt ric en diversitat als territoris de l'antiga Dàcia. Així, la presència de gèpids, avars, eslaus, petxenegs, cumans, alans, tàtars, hongaresos i magiars van marcar considerablement les particularitats d'aquest territori.
L'actual Dobrudja va romandre dintre de l'Imperi Romà d'Orient fins ben bé el segle xiv. Per la seva banda, a l'actual Transsilvània els magiars i hongaresos es van assentar, però tot i ser minoria imposaren la seva presència als dacis romanitzats que subsistien majoritàriament de l'agricultura. A la resta del territori romanès, Muntènia, Oltènia i Moldàvia, els dacis es van anar organitzant en febles estats feudals que van decaure enfront l'embranzida d'altres pobles com els búlgars (segle xi), que ocuparen els seus territoris. Malgrat això, amb la descomposició de l'Imperi búlgar, els prínceps dacis, amb influència del cristianisme ortodox i de l'herència romana d'Orient, es van organitzar de nou en diversos estats feudals que van anar consolidant-se amb el pas del temps i així, al segle xiii, ja existeixen les primeres evidències dels principats de Valàquia (Muntènia i Oltènia) i Moldàvia. Per la seva banda, Transsilvània es va integrar dins del catòlic Regne d'Hongria.
L'avanç dels turcs otomans al llarg del segle xiv per la península Balcànica i el domini que en van fer a la primera meitat del segle xv, juntament amb la caiguda de Constantinoble (1453), va situar en un crítica posició els febles estats romanesos medievals. Al llarg de la segona meitat del segle xv, finalment els turcs van dominar els romanesos i aquests passaren a estar integrats dins de l'Imperi Otomà, tot i que els prínceps romanesos (voivodes) varen passar a ser vassalls del sultà d'Istanbul, al qual havien de retre homenatge i pagar un tribut. En aquest context, es desenvolupà la societat romanesa (tot i que encara és aviat per referir-nos a la identitat romanesa en aquests segles), el poble dominat pels turcs i l'elit dirigent havent de retre vassallatge als musulmans. A canvi de pagar el tribut anual a la porta d'or, es mantenia una certa tolerància religiosa i s'enviava els fills dels nobles romanesos perquè fossin educats a Istanbul, assegurant-se així els otomans la fidelitat dels futurs prínceps romanesos. Per la seva banda, Transsilvània esdevenia el camp de batalla d'un dèbil Regne d'Hongria, que aviat sucumbiria davant els otomans, passant també Transsilvània a estar sota domini turc.
D'aquest període destaca la figura de Vlad Țepeș, príncep (voivoda) de Valàquia (1448, 1456-1462, 1476), que amb el suport de la noblesa hongaresa va encetar tot un seguit de campanyes militars contra l'ocupació turca. Aquest príncep es va destacar per la seva crueltat envers els seus enemics. El seu mite va inspirar Bram Stoker per escriure la seva coneguda novel·la Dràcula.

### Romania al llarg de l'edat moderna

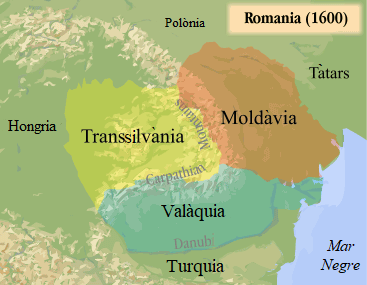
Els tres principats pobles romanesos a l'època de Miquel el Valent (Mihai Viteazul) (1593-1601, incloent-hi Transsilvània 1600-1601)

Al llarg del segle xvi, es va mantenir l'ocupació otomana de l'actual Romania, fins que el 1600 Miquel el Valent (Mihai Viteazul) va aconseguir unificar tots els principats romanesos sota el seu domini. Aquesta situació, però, va durar molt poc i, al cap d'uns pocs anys, després de l'assassinat del líder romanès, la situació continua mantenint-se: domini dels turcs en tot el territori romanès.
A la segona meitat del segle xvii l'avanç del domini dels austríacs Habsburg davant dels otomans va permetre la integració del Regne d'Hongria i dels territoris de Transsilvània, que passaren a integrar-se dins dels territoris d'aquest imperi, convertint-se en una de les zones de confrontació entre els dos imperis de la zona, l'austríac i el turc.
La societat romanesa de l'època va continuar inamovible pel que fa als avenços tècnics, econòmics i l'estructura social. En la cúspide de la societat romanesa de l'època hi havia una oligarquia dirigent que s'aliava amb aquell que permetés la seva subsistència, i en la base hi havia el poble, que es dedicava a l'agricultura dins d'explotacions de latifundis pertanyents als grans senyors feudals. Aquesta agricultura que no coneixia els avenços tècnics que es produïen a Europa occidental, patia uns rendiments agrícoles que no permetien afavorir un creixement demogràfic ni una millora de les condicions de vida de la població en general. Pel que fa al desenvolupament de les ciutats, aquestes no foren tampoc grans centres de producció artesanal ni d'intercanvis comercials. Només les ciutats situades a la part nord dels Carpats (sud de Transsilvània) i que havien estat ocupades al llarg del segle xi i xii pels saxons procedents de l'actual Alemanya, van afavorir que en ciutats com Sighişoara, Timişoara i Brașov es desenvolupés una petita menestralia i un cert intercanvi comercial, afavorit sobretot pels mercaders alemanys i els jueus presents en aquestes zones.
A inicis del segle xviii, Oltènia fou ocupada pels austríacs i a la segona meitat del mateix segle va ser ocupada la meitat nord-oest de Moldàvia (Bucovina) pels austríacs també, tot això dins de les campanyes que l'Imperi Austríac portava contra un ja decadent Imperi Otomà. Fruit de l'avenç dels diversos imperis cristians al llarg del segle xviii, la meitat més oriental de Moldàvia (Bessaràbia) va ser ocupada pels russos el 1812.

### Renaixement nacional de Romania

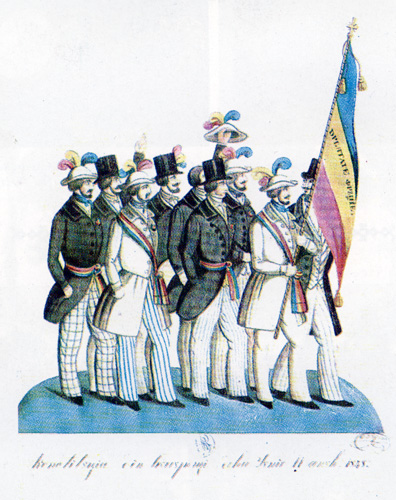
Pòster de la Revolució romanesa, 1848

L'onada d'agitació i convulsió social i nacional que va significar en tot Europa la Revolució francesa (1789) i les guerres napoleòniques (1806-1812) va arribar a Romania també a la dècada dels anys 20 del segle xix, fruit de la influència que el liberalisme va exercir en les classes alta i mitjana de la societat romanesa. Aquest sentiment es va manifestar mitjançant el ressorgiment nacional que va difondre Tudor Vladimirescu (1821), que influenciat d'un romanticisme que s'inspirava en la figura del cabdill Mihai Viteazu va fer possible que aflorés un sentiment nacional romanès que s'aniria desenvolupant i assentant al llarg de la primera meitat del segle xix. Dins del context revolucionari que esclatà a Europa l'any 1848, a Romania començà un moviment revolucionari que preconitzava la independència del país romanès (ţara romanească) que integrava Valàquia i també la del principat de Moldàvia.
Aquest moviment independentista, finalment, va escenificar-se amb l'elecció d'Alexandru Ioan Cuza com a príncep de Valàquia i de Moldàvia (5 i 24 de gener de 1859), constituint-se el principat de Romania (1862), que tot i no gaudir d'una independència real sí que la tenia de facto, tot i que teòricament es mantenia sota domini turc. Mentrestant, Transsilvània es mantenia sota domini austríac, que es va afirmar el 1867 amb la creació de l'Imperi Austrohongarès, deixant Transsilvània sota dominació hongaresa, que va seguir amb la dominació d'aquell territori.
El 1866, la majoria conservadora del parlament romanès va obligar Cuza a abdicar i es va designar príncep romanès el príncep alemany Carol de Hohenzollern-Sigmaringen, amb l'esperança què Alemanya afavoriria la independència de Romania. El 1877 i com a resultat de la guerra de Rússia contra l'Imperi Otomà, Romania va aconseguir que es reconegués la seva independència, convertint-se el príncep Carol en el rei Carles I de Romania.

### Regne de Romania

Bandera de Romania al llarg del període monàrquic (1877-1947)

El 9 de maig de 1877, Romania va aconseguir la seva independència respecte a l'Imperi Otomà, que va ser ratificada en el tractat de Berlín (1878). Carles I va ser coronat rei oficialment el 1881. Però amb la seva independència respecte a l'Imperi Otomà, els romanesos van haver d'acceptar l'ocupació russa de la meitat nord del principat de Moldàvia (Bessaràbia).
El nou estat romanès (que comprenia Valàquia i Moldàvia) estava enquadrat entre els imperis rus, otomà i austríac (que encara ocupava Transsilvània). França va exercir una gran influència cultural i social, fet que va afavorir un ressorgiment cultural de Romania. D'aquesta època, destaca les aportacions de Mihai Eminescu, Ion Luca Caragiale, Nicolae Iorga i d'altres intel·lectuals que van afavorir el desenvolupament intel·lectual i cultural de Romania.
L'any 1914 va morir Carles I de Romania i el va succeir en el tron el seu nebot Ferran I de Romania. Amb l'esclat de la Primera Guerra Mundial, inicialment Romania va romandre neutral, però l'any 1916 va unir-se a l'aliança formada per Rússia, el Regne Unit, Portugal i França (1916), tot i que es creia que ho faria amb Àustria-Hongria i Alemanya, fruit dels orígens germànics de Ferran I de Romania i de la forta presència alemanya a Romania. Tot i que inicialment el territori romanès va ser envaït per les tropes austríaques, al llarg de les hostilitats l'exèrcit romanès es va refer, en part afavorit per la desfeta alemanya i austríaca al front occidental i el declivi dels turcs enfront dels britànics. Amb la finalització de les hostilitats, el territori romanès es va ampliar amb l'annexió de Transsilvània (unió de l'1 de desembre de 1918), Bucovina i de Bessaràbia, així com una part de Dobrutja, que estava sota control búlgar. Es configurava així la gran Romania (Romania mare) que va existir al llarg del període interbèl·lic i fins al començament de la Segona Guerra Mundial.
El març de 1919, els comunistes dirigits per Béla Kun assumiran el poder de la República Soviètica hongaresa fins a ser derrotats per les forces contrarevolucionàries ajudades per l'exèrcit romanès durant la Guerra hongaroromanesa.

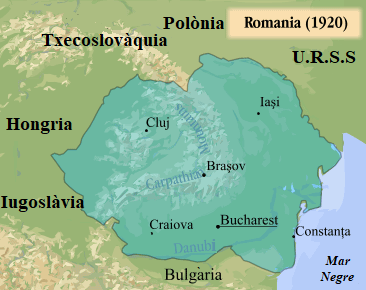
La gran Romania (Romania mare) (1920 - 1940)

L'any 1922, Ferran I de Romania era coronat Rei de tota la gran Romania a la ciutat d'Alba Iulia, escenificant així la recuperació de tots els territoris que històricament havien constituït la nació romanesa. També al llarg de la dècada dels anys 20 i la primera meitat dels anys 30 del segle xx es va desenvolupar el sistema democràtic i parlamentari a Romania, on destacaven el Partidul National Taranesc Crestin Democrat (PNT-CD, Partit Nacional Democristià Agrari) i el Partidul National Liberal (PNL, Partit Nacional Liberal). Es va intentar l'any 1921 la reforma agrària i es va donar la ciutadania romanesa als jueus i a les altres minories que es trobaven a Romania (alemanys, búlgars, turcs, hongaresos, entre d'altres).
L'any 1927 va morir Ferran I, deixant el tron al seu net Miquel I de Romania, descartant que pugés al tron el seu fill per la seva actitud díscola (el futur Carles II). Això va deixar Romania sotmesa a una dèbil regència. Aquesta situació es va acabar l'any 1930, quan el parlament va revocar el testament de Ferran I i es va nomenar rei Carles II). El creixent avenç del feixisme a Europa i la imminència de l'esclat d'un nou conflicte bèl·lic d'escala mundial, així com l'agitada vida política i social a Romania, en part provocada per la violència que provocava la guàrdia de Ferro (antisemita i feixista), va provocar que Carles II abolís el sistema democràtic i instaurés la dictadura, erigint-se ell en dictador. Però la signatura del pacte Molotov-Ribbentrop (en què Romania va haver d'acceptar la cessió de Besaràbia i Bucovina a l'URSS, del sud de Dobrudja a Bulgària i la meitat nord-occidental de Transsilvània a Hongria, liquidant-se així la gran Romania), així com l'esclat de la Segona Guerra Mundial i la violència social, va fer que al setembre de 1940 fos nomenat el general Ion Victor Antonescu primer ministre i que Carles II abdiqués, i fos entronitzat de nou Miquel I.

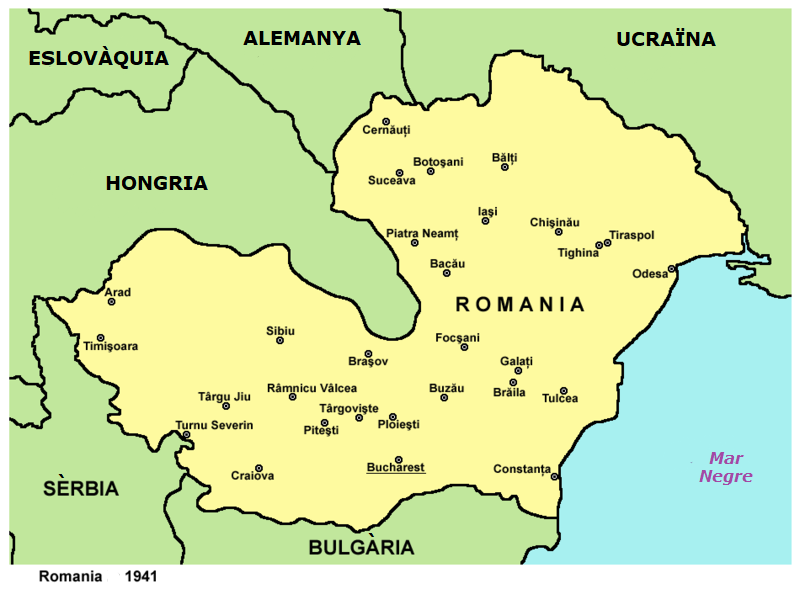
Mapa de Romania el 1941

Ion Antonescu, que es va autodenominar cabdill (en romanès: conducător), va proclamar l'estat legionari i amb la intenció d'aconseguir recuperar els territoris ocupats per l'URSS va portar Romania a la Segona Guerra Mundial al costat d'Alemanya i Itàlia (juny 1941). Així, les tropes alemanyes ocuparen el país i l'exèrcit romanès va participar en l'operació Barba-roja, l'atac que Adolf Hitler va llançar contra l'URSS el 22 de juny de 1941, ocupant Odessa i arribant a participar activament en la batalla de Stalingrad.
Però els bombardejos aliats sobre territori romanès (1943), així com la desfeta de l'exèrcit alemany en la Batalla de Stalingrad i el col·lapse de l'economia romanesa amb motiu de la participació en la guerra (1944) va fer que la classe política i la societat romanesa demanessin la sortida de Romania del conflicte mundial. L'evident derrota dels alemanys va fer necessària una reubicació del conflicte. Així, començaren un seguit de contactes diplomàtics amb els Estats Units i el Regne Unit, que no van reeixir. Tot i això, el 23 d'agost de 1944, el mariscal Ion Victor Antonescu va ser destituït per Miquel I de Romania i va ser nomenat un nou govern de concentració nacional (en què els comunistes eren presents) i el 12 de setembre es va signar la pau amb les Nacions Unides (nom oficial dels aliats) declarant la guerra a Alemanya i a Itàlia. Amb la signatura d'aquest tractat, Romania recuperava Transsilvània, però renunciava a Bessaràbia, Bucovina i a la Dobrutja búlgara. Malgrat això, el territori romanès va ser ocupat per les tropes soviètiques, que van esdevenir els grans dominadors de la vida política i social romanesa.
A l'octubre de 1944, va constituir-se un govern de coalició en què els comunistes controlaven els ministeris clau. Els anteriors governs de coalició havien caigut per la pressió dels soviètics. El 6 de març de 1945, Stalin va pressionar perquè es constituís un nou govern liderat per Petru Groza, que va convocar eleccions pel 1946. D'aquest govern, en van quedar exclosos els partits tradicionals (PNL i PNT-CD).
EL 19 de novembre de 1946 es van celebrar les eleccions. Quan totes les estimacions donaven per guanyador el PNT-CD per una àmplia majoria, el govern, que es presentava en el bloc dels partits democràtics (en què els comunistes eren la força més important), va adulterar el resultat final, ja que els resultats demostraven la seva derrota, i va declarar-se guanyador per una majoria del 70% dels vots emesos cap a la coalició comunista. El 30 de juliol de 1947 el líder del PNTCD, Vintilă Brătianu, va ser detingut i al novembre del mateix any va ser condemnat. Enmig d'aquest ambient d'instauració d'una dictadura comunista, Miquel I va fer una crida inútil als Estats Units i el Regne Unit perquè actuessin i evitessin el que ja era una realitat. El 30 de desembre, el president del govern Petru Groza va obligar Miquel I a signar la seva abdicació, obligant-lo a marxar a l'exili i instaurant-se la República Popular de Romania.

### El període comunista romanès

Bandera de Romania al llarg del període comunista (1947 - 1989)

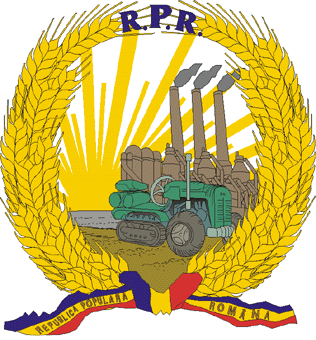
Escut de Romania vigent del 8 de gener al 30 de juny de 1948

El Partit Comunista Romanès (PCR), fins al final de la Segona Guerra Mundial no havia esdevingut cap formació política important dins de la vida política de Romania. Els comunistes, aprofitant la presència de l'exèrcit soviètic en territori romanès, van aconseguir els ministeris clau en els successius governs de concentració que es van constituir al final de la Segona Guerra mundial per poder manipular les eleccions de novembre de 1946, forçar la caiguda del rei Miquel I de Romania i instaurar la República Popular de Romania, que es col·locava dins de l'òrbita dels països satèl·lits de l'URSS.
El 1948, el conjunt de partits que es van presentar junts a les eleccions es van unificar en el Partit dels Treballadors i es va decretar la nacionalització dels bancs, les propietats agràries i de la propietat privada. També van començar les persecucions dins d'aquells elements socials acusats de burgesos. Molts ciutadans romanesos van ser empresonats a les nombroses presons que els comunistes van construir arreu del territori romanès. La majoria d'intel·lectuals, polítics i molts professionals i persones de gran vàlua van ser represaliats i perseguits, així com una bona part de la població romanesa, que va ser víctima de la violència física o psicològica que exerciren els comunistes per instaurar el seu règim. Aquesta persecució també va afectar alguns líders comunistes com Ana Pauker i Lucreţiu Pătrăşcanu, que van ser empresonats pel president del govern i home fort del règim, Gheorghe Gheorghiu-Dej, que seguia els dictats que es donaven des de Moscou. L'any 1958 les tropes soviètiques van abandonar territori romanès i l'any 1964, davant de les pressions exteriors, es van tancar les presons i la major part dels presoners polítics van ser alliberats. L'any 1965 va morir Gheorghe Gheorghiu-Dej i va ser elegit secretari general del PCR Nicolae Ceauşescu, un home amb molt poca cultura però que representava l'esperit del comunista que sense una formació sòlida aconseguia arribar al capdamunt del sistema comunista.
Amb Ceauşescu s'encetava un nou període dins de la vida política romanesa. Ceauşescu va afavorir una política d'obertura de Romania als països capitalistes d'Europa i a altres països com Iugoslàvia i la Xina (enfrontats amb l'URSS). També va intentar guanyar una certa independència respecte a l'URSS, no donant suport a la intervenció de les tropes del pacte de Varsòvia a Txecoslovàquia, fet que li va reportar una certa fama a nivell internacional i li va permetre defensar una via nacional al socialisme, tot defugint la tutela de l'URSS, però sense trencar definitivament amb la potència comunista.
Al llarg de la segona meitat dels anys setanta i durant la dels vuitanta, Nicolae Ceauşescu i la seva dona van afavorir un règim despòtic basat en el culte a la seva persona i que va perdre tot contacte amb la realitat. La degradació de la vida a Romania, la corrupció, la caiguda del mur de Berlín i la descomposició del bloc comunista van crear el clima idoni perquè el 1989 Ceauşescu perdés el suport que tenia en l'exèrcit i dins del mateix PCR.
Així, el desembre del mateix any, es va produir un moviment popular a Timisoara en què es demanava la convocatòria d'eleccions generals i que es permetés el multipartidisme. Aquest moviment no va ser sufocat i el 21 de desembre, en una manifestació convocada pel mateix Ceauşescu a Bucarest, es van produir uns aldarulls que van ser l'inici de la fi del règim comunista.
La nit del 21 al 22 de desembre, el cap de les forces armades va morir en estranyes circumstàncies. El 22 de desembre, la població de Bucarest es va llençar al carrer davant de la passiva mirada de l'exèrcit, que no va fer res per evitar la caiguda de Ceauşescu. Aquest va sortir de Bucarest seguint consells dels militars. Això va ser aprofitat per aquests per donar-li el poder al Front de Salvació Nacional (FSN) que, liderat pel membre del PCR Ion Iliescu, va declarar la fi del comunisme i va organitzar un govern de concentració. Ceauşescu va ser detingut a Târgovişte, on va ser jutjat i executat el 25 de desembre de 1989, juntament amb la seva dona, Elena Ceauşescu.

### Romania del 1989 fins a l'actualitat

2007: integració de Romania i Bulgària en la UE

Amb la desaparició del règim comunista, es va obrir a Romania una nova etapa en tots els àmbits. Amb un país en una situació precària, els reptes que s'afrontava el nou govern eren enormes. En les eleccions del 20 de maig de 1990, el partit d'Ion Illiescu, el Front de Salvació Nacional, va obtenir el 85% dels vots emesos, enfront dels partits tradicionals. Va ser designat primer ministre Petre Roman, que va començar un seguit de reformes per preparar l'entrada de Romania dins d'una economia de lliure mercat i capitalista. Les tensions que aquestes reformes provocaren (marxa dels miners al juny de 1990) i les divisions internes dins del mateix govern van provocar la caiguda de Roman i el nomenament del tecnòcrata Theodor Stolojan com a cap de govern (1 d'octubre de 1991). La nova constitució romanesa que sancionava la república parlamentària i democràtica va ser aprovada en referèndum el desembre de 1991. El 7 d'abril de 1992 el FSN es va dividir, d'una banda es va formar el Front Democràtic de Salvació Nacional liderat per Iliescu, i el Partit Demòcrata Romania liderat per Petre Roman. En les eleccions legislatives de setembre de 1992 va guanyar el FDSN. Amb el suport parlamentari de la formació pro hongaresa Unió Demòcrata d'Hongaresos de Romania (UDMR), de l'ultranacionalista Partidul România Mare (en català Partit de la Gran Romania) i els antics comunistes organitzats en el Partidul Socialista Muncitoresc (Partit Socialista dels Treballadors), el FDSN va constituir un govern tecnòcrata (4 de novembre de 1992) liderat per Nicolae Văcăroiu, que va romandre en el poder fins al 12 de desembre de 1996, quan es van celebrar noves eleccions. Al llarg de tot aquest període, es van succeir nombrosos escàndols polítics, econòmics i socials mentre es privatitzava ràpidament l'economia romanesa, s'estenia la corrupció imparablement en tots els nivells, i el nivell de vida dels romanesos s'enfonsava.
Les eleccions de 1996, les va guanyar amb un 60% dels vots emesos la Convenció Demòcrata Romanesa (integrada pel PNL, el PNT-CD i la UDMR), que estava liderada per Emil Constantinescu i amb el suport del Partit Demòcrata Romanès. Va ser nomenat primer ministre Victor Ciorbea, que va encetar els tràmits per adherir Romania a l'OTAN i la Unió Europea. La degradació espectacular del nivell de vida a Romania i la corrupció creixent i imparable va provocar la caiguda de Ciorbea (30 de març de 1998); van nomenar Gavril Dejeu primer ministre provisional (30 de març de 1998 - 17 d'abril de 1998) i, posteriorment, el nomenament de Radu Vasile com a primer ministre (17 d'abril de 1998). Aquest es va haver d'enfrontar a una nova marxa minera a Bucarest i a una crisi d'autoritat dins del seu propi govern, fets que no van fer més que agreujar la ja crítica situació de Romania. Així, al llarg de 1998 fins a 2000, es van succeir els intents fallits de reforma del govern Vasile, i el 2000 la situació de Romania era molt complicada pel que fa a la capacitat de l'estat de fer front a la crisi econòmica imperant.
L'any 2000, el Partit Socialdemòcrata de Ion Iliescu va guanyar les eleccions i el PNT-CD va patir una desfeta que el va portar a perdre la seva representació parlamentària. Va ser nomenat Adrian Năstase com a primer ministre, que va continuar amb els tràmits d'adhesió a l'OTAN i la UE, així com un programa d'estabilització econòmica que va portar una certa millora de l'agitada vida social romanesa. Malgrat això, el nivell de vida no va millorar substancialment, tot i que se'n va aturar la caiguda, però es va constatar que en la societat romanesa es perdia la classe mitjana, i apareixien petits grups oligàrquics que s'enriquien ràpidament mentre la majoria de la població perdia nivell de vida.
La data d'integració de Romania, sempre que compleixi els requisits establerts per les autoritats comunitàries, en la UE es va establir per a l'1 de gener de 2007, mentre que al llarg de 2004 s'integrava de ple en l'OTAN. Amb els fets dels atemptats de l'11 de setembre de 2001 i el començament del conflicte a l'Afganistan i posteriorment a l'Iraq, Romania va esdevenir un ferm aliat dels Estats Units en la seva croada contra el terrorisme, cedint una base militar a Constanţa.
En les eleccions legislatives de novembre de 2004, la coalició del Partit Demòcrata Romanès i del Partit Nacional Liberal pràcticament van empatar amb la coalició formada pel Partit Social Demòcrata i el Partit Humanista. A la segona volta de les eleccions presidencials, la coalició liderada per Traian Băsescu va sortir guanyadora, convertint-se l'alcalde de Bucarest en nou president de la República de Romania i Călin Popescu-Tăriceanu primer ministre. A la tardor de 2005, es va acusar Romania de permetre l'ús del seu territori als Estats Units per instal·lar bases on torturava presoners dins de la seva lluita contra el terrorisme islamista. També al llarg de l'any 2005 es va oficialitzar la transformació del Partit Humanista Romanès (Partidul Umanista) en el Partit Conservador i la d'un dels tradicionals partits romanesos, el Partit Nacional Camperol Cristià Demòcrata (Partidul National Taranesc Crestin Democrat), en el nou Partit Popular Cristià i Demòcrata (Partidul Popular Crestin Democrat).
L'1 de gener de 2025 Bulgaria i Romania van entrar a l'Espai Schengen que elimina les fronteres entre els països.

## Política
Romania és una república semipresidencialista. El parlament romanès té dues cambres: el senat (Senat, en romanès), amb 137 membres (el 2004), i la cambra de diputats (Camera Deputaților), amb 332 membres (també el 2004), els membres de les quals són elegits per sufragi universal directe cada quatre anys entre tota la ciutadania romanesa amb dret a votar (homes i dones majors de 18 anys).
El president, cap del poder executiu, és elegit per sufragi popular cada cinc anys (fins al 2004, era cada quatre anys). El president nomena el primer ministre, que nomena i encapçala el govern, que depèn de la confirmació del parlament.
Romania té una constitució adoptada el 1991 i modificada l'any 2003.

## Divisió administrativa
Romania està dividida en 41 províncies o en romanès judeţe (judeţ, en singular) i el municipi de Bucarest, la capital.

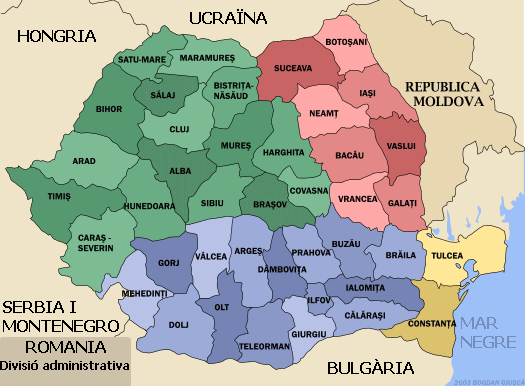
Divisió administrativa de Romania

Les províncies són, per ordre alfabètic:
| - Alba - Arad - Argeș - Bacău - Bihor - Bistrița-Năsăud - Botoșani - Brașov - Brăila - Buzău - Caraș-Severin - Călărași - Cluj - Constanța - Covasna - Dâmbovița - Dolj - Galați - Giurgiu - Gorj - Harghita | - Hunedoara - Ialomița - Iași - Ilfov - Maramureș - Mehedinți - Mureș - Neamț - Olt - Prahova - Satu Mare - Sălaj - Sibiu - Suceava - Teleorman - Timiș - Tulcea - Vaslui - Vâlcea - Vrancea |

## Geografia

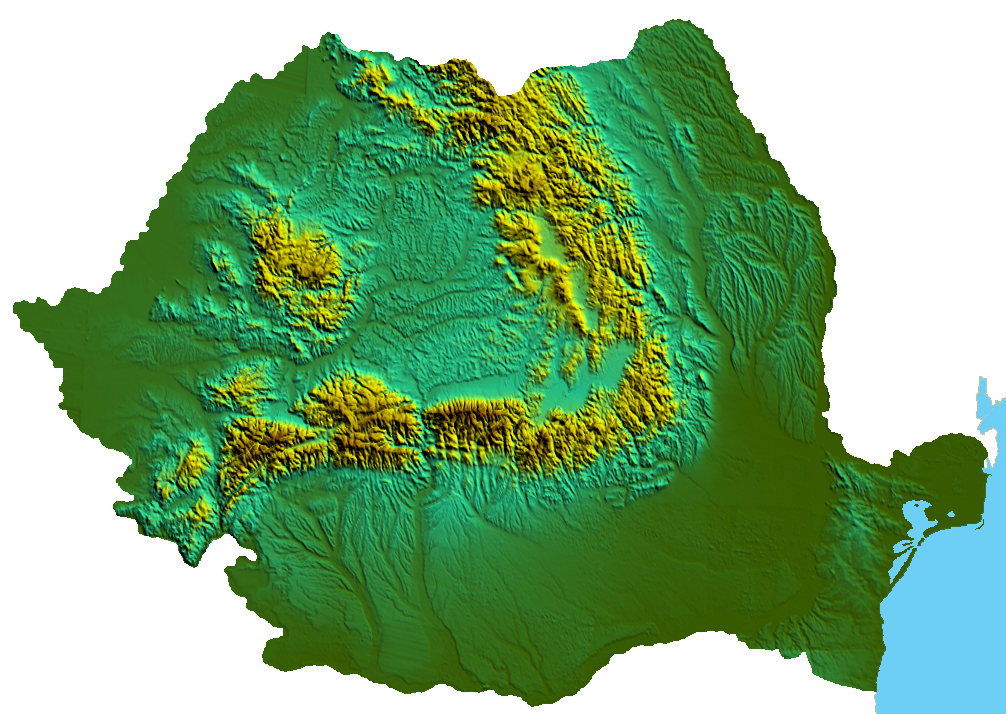
Mapa físic de Romania

Una gran part de la frontera de Romania amb Sèrbia i Bulgària està formada pel riu Danubi. Cap al final del seu recorregut, el Danubi s'ajunta amb el Prut, que marca el límit amb la República de Moldàvia.
Els Carpats dominen la part occidental de Romania, amb pics de més de 2.500 m d'altitud, el més elevat dels quals, el Moldoveanu, arriba als 2.544 m.
Les ciutats principals són la capital, Bucarest (que té una mica més dos milions d'habitants), Iaşi, Cluj-Napoca, Timişoara, Craiova i Constanţa (totes amb més de 300.000 hab.), i Galaţi i Brașov, que s'acosten a aquesta xifra.

## Cultura
És destacable del cinema romanès el moviment anomenat Noul val românesc (nova onada romanesa), que es caracteritza per tractar de revisar de manera austera, realista i minimalista la història del segle xx de Romania. La producció de pel·lícules emmarcades en aquest moviment és escassa i té èxit en els festivals de cinema europeus.